# ǁXegwi jezik
ǁXegwi jezik (ǁxegwe, ǁxekwi, batwa, bush-c, abathwa, boroa, tloue, tloutle, kloukle, lxloukxle, amankgqwigqwi, nkqeshe, amabusmana, giǀkxigwi, kiǁkxigwi; ISO 639-3: xeg), jedan od bušmanskih jezika, porodica khoisan, koji se govorio u Južnoafričkoj Republici blizu granice sa Svazijem. Posljednji govornik umro je 1988.
Pripadao je podskupini ǃKwi.

## Vanjske poveznice
- Ethnologue (14th)
- Ethnologue (15th)